# Ivándárda
Ivándárda é uma vila da Hungria, situada no condado de Baranya. Tem 7,67 km² de área e sua população em 2019 foi estimada em 222 habitantes.